# Zegarek

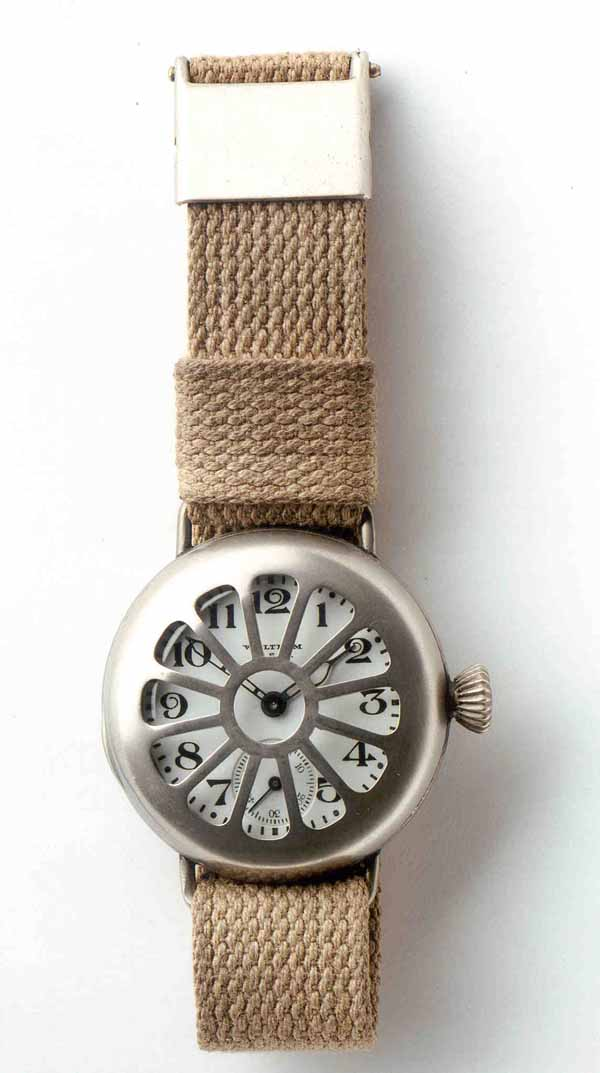
Wczesny zegarek naręczny Waltham, noszony przez żołnierzy podczas I wojny światowej (Niemieckie Muzeum Zegarów, Inv. 47-3352)

Zegarek – przenośny zegar wskazujący czas dobowy (godzinę), noszony na ręku lub w kieszeni. Obecnie w powszechnym użyciu są zegarki na pasku lub bransoletce noszone na nadgarstku. Część zegarków ma też inne funkcje jak kalendarz i stoper. Zegarki są budowane w oparciu o różne technologie, m.in. elektromechaniczne i elektroniczne.

## Historia

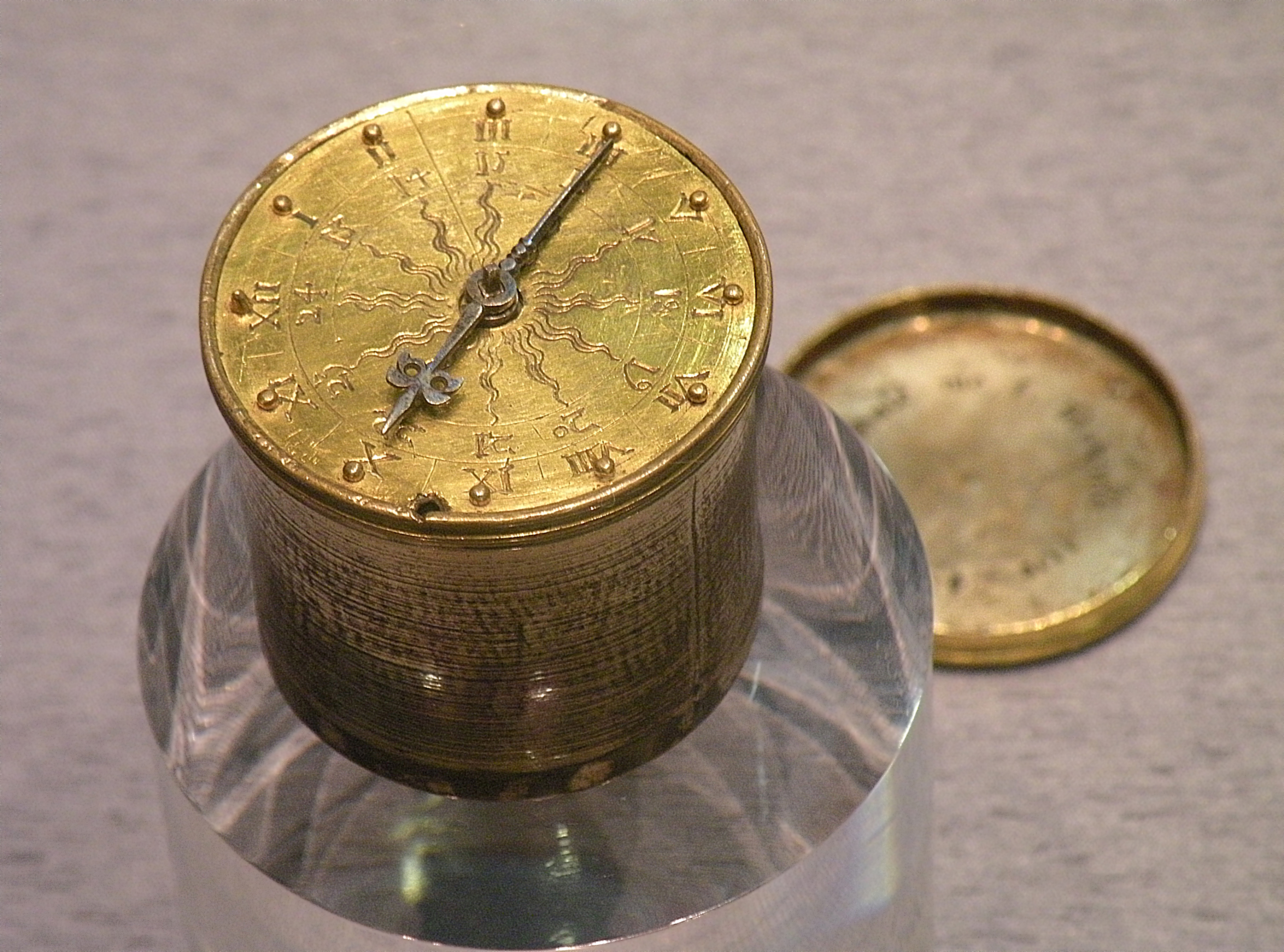
Zegarek kieszonkowy Petera Henleina
(Germanisches Nationalmuseum)

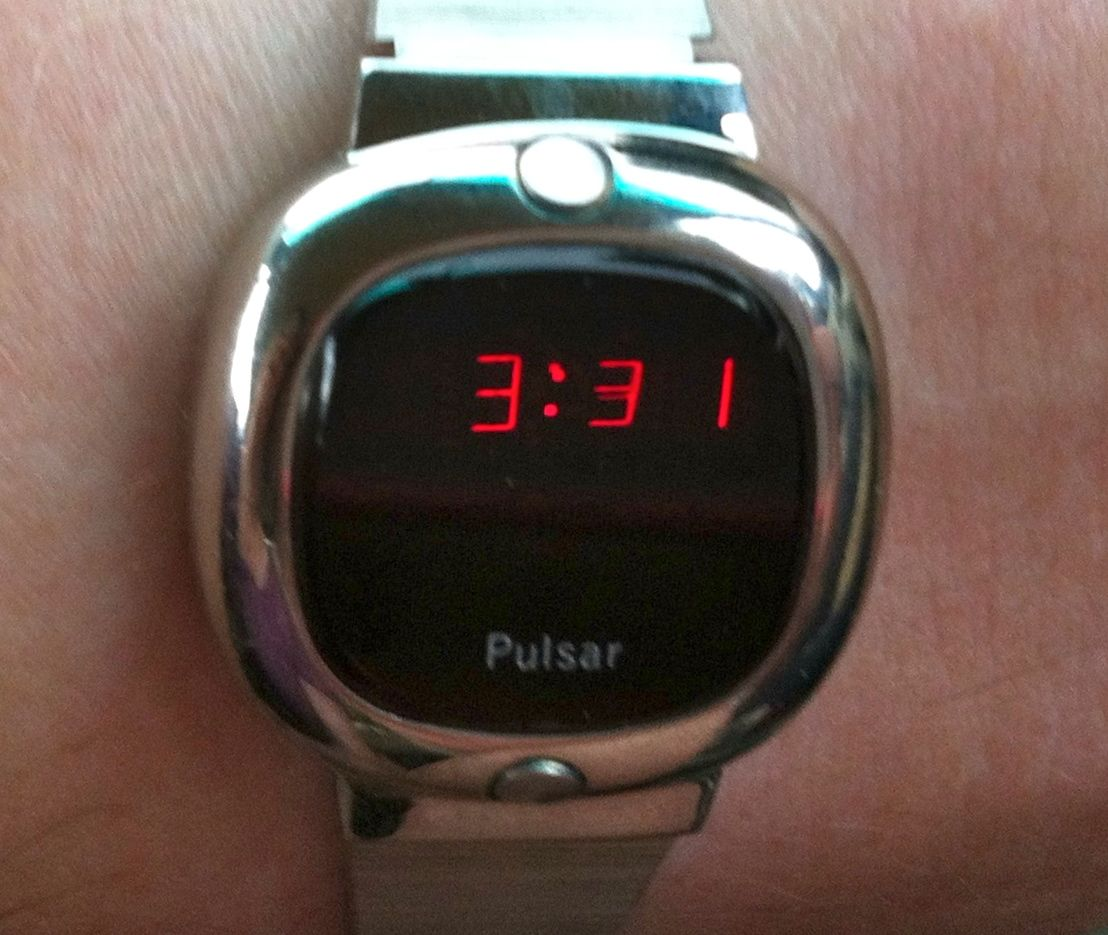
Srebrny zegarek Pulsar z 1976 roku

Za wynalazcę zegarka uznaje się Petera Henleina, który w 1504 roku umieścił mechanizm sprężynowy napędzający zegar w „przenośnym” pudełku, tworząc pierwszy zegarek kieszonkowy. Taki typ zegarka był najbardziej popularny aż do I wojny światowej. Na początku XX wieku zegarki naręczne zarezerwowane były dla kobiet i traktowane bardziej jako przejściowa moda niż funkcjonalne urządzenie. Mężczyźni traktowali je z pogardą twierdząc, że „prędzej kieckę nosić będą niźli zegarek naręczny” . Wraz z wybuchem I wojny światowej okazało się, że zegarek jest niezbędnym wyposażeniem żołnierzy, a jego wersja kieszonkowa jest niepraktyczna w zastosowaniu .
Do połowy XX wieku zegarki były wyposażone w napęd mechaniczny. Prace nad pierwszym zegarkiem kwarcowym rozpoczęło Seiko w 1959 roku jako „Projekt 59A” . W ich efekcie uzyskano prototyp zegara kwarcowego, który został wykorzystany do pomiaru czasu podczas Letnich Igrzysk Olimpijskich w Tokio w 1964 roku . Natomiast pierwszy prototypowy zegarek kwarcowy został wyprodukowany przez CEH w Szwajcarii, gdzie w latach 1965-1967 trwały prace nad miniaturyzacją kwarcowego oscylatora 8192 Hz. Pierwszy dostępny powszechnie do nabycia zegarek kwarcowy wyprodukowało Seiko w 1969 roku, był to Seiko Astron .
W 1968 roku George H. Thiess wpadł na pomysł wyeliminowania wskazówek i zastąpienia ich cyfrowym wyświetlaczem  (chociaż sam pomysł nie był nowy, gdyż pierwszy znany zegarek kieszonkowy bez wskazówek został skonstruowany około 1830 roku). W maju 1970 został skonstruowany prototyp zegarka Pulsar , a 1972 roku na rynek trafił pierwszy zegarek elektroniczny z czterocyfrowym wyświetlaczem LED. Większość zegarków z wyświetlaczem LED była wyposażona w przycisk aktywujący wyświetlanie czasu na kilka sekund ponieważ diody LED wymagały zbyt dużo prądu aby możliwe było ich działanie w trybie ciągłym. Kilka lat później wyświetlacz LED został wyparty przez wyświetlacz ciekłokrystaliczny, który miał znacznie mniejsze zapotrzebowanie energetyczne tak, że możliwa była praca zegarka z ciągłym wyświetlaniem czasu.

## Funkcje dodatkowe
- Biżuteria – zwłaszcza w damskich modelach[8]
- Symbol prestiżu – zegarki biznesowe[9][10]
- Stoper, pulsometr, kompas - wersje sportowe i militarne
- Kalkulator i inne gadżety - modele dziecięce
- Informowanie o pogodzie, informacjach ze świata, z Twittera, Facebooka, powiadomienia z telefonu - zegarki "inteligentne" (ang. Smartwatch)

## Wodoszczelność
Producenci zegarków klasyfikują produkty ze względu na odporność na warunki zwiększonej wilgotności według następującej umownej skali, która została opracowana przez producentów zegarków według normy ISO 2281, i jest przeznaczona dla zegarków codziennego użytku:
| Stopień       | Stopień       | Stopień       | Znaczenie                                                 | Uwagi                                                                               |
| ------------- | ------------- | ------------- | --------------------------------------------------------- | ----------------------------------------------------------------------------------- |
| brak oznaczeń | brak oznaczeń | brak oznaczeń | Brak wodoszczelności                                      | Zegarek chronić przed wodą                                                          |
| 3 ATM         | 3 bar         | 30 m          | Odporny na zachlapanie lub deszcz                         | Zegarka nie wolno zanurzać w wodzie                                                 |
| 5 ATM         | 5 bar         | 50 m          | Odporny na zachlapanie i pływanie na powierzchni wody     | Nie wolno nurkować, ale można korzystać podczas kąpieli w wannie lub pod prysznicem |
| 10 ATM        | 10 bar        | 100 m         | Odporny na zanurzenie i nurkowanie bez akwalungu          | Z zegarkiem nie wolno nurkować w akwalungu, najwyżej z rurką                        |
| 20 ATM        | 20 bar        | 200 m         | Odporny na nurkowanie w akwalungu                         | Przeznaczony tylko do nurkowania rekreacyjnego                                      |
| 30 ATM        | 30 bar        | 300 m         | Odporny na nurkowanie w akwalungu na kilkadziesiąt metrów | Przeznaczony tylko do nurkowania rekreacyjnego                                      |
| 50 ATM        | 50 bar        | 500 m         | Odporny na nurkowanie głębinowe                           | Przeznaczony do nurkowania głębinowego                                              |
| 100 ATM       | 100 bar       | 1000 m        | Odporny na nurkowanie głębinowe                           | Przeznaczony do nurkowania głębinowego                                              |

Za określenie norm wodoodporności zegarków do nurkowania profesjonalnego odpowiada norma ISO 6425:
| Oznaczenie | Uwagi                                             |
| ---------- | ------------------------------------------------- |
| DIVERS 200 | Nurkowanie na głębokościach nie wymagających helu |
| DIVERS 300 | Nurkowanie głębinowe                              |